# La negra tiene tumbao (canción)
«La negra tiene tumbao» es una canción interpretada por la artista cubana Celia Cruz. Esta canción contiene vocales del rap de Mikey Perfecto. La canción fue escrita por Sergio George y coescrita por Fernando Osorio, producida por George y lanzada como el sencillo principal del 59.º álbum de estudio La negra tiene tumbao (2001).
La canción alcanzó el número treinta en la lista Billboard Hot Latin Tracks y el número cuatro en la lista Billboard Tropical Airplay. También consiguió el pico en el número trece en la lista Tropical Digital Songs en 2015. Recibió nominaciones para el Grabación del Año, Canción del Año y Video Musical del Año en los Premios Grammy Latinos de 2002.

## Grabación y producción
El productor Sergio George fue contratado para producir temas más tradicionales para el álbum. Sin embargo, George quería probar algo diferente. De acuerdo con George, él tocó una versión demo de «La negra tiene tumbao» para Cruz, «sin saber cómo ella iba a responder, y esa fue la canción a la que más reaccionó». Fue la última canción completada para el álbum.

## Composición musical
«La negra tiene tumbao» combina elementos de música de salsa, reggae y hip hop. La canción fue compuesta en clave menor e incorpora el uso de la llamada y respuesta vocal.

## Videoclip
Dirigido por el cineasta Ernesto Fundora, el videoclip de «La negra tiene tumbao» fue filmado en distintos lugares de La Habana, Cuba, mientras que otras escenas del video fueron grabadas en la Ciudad de México y fue protagonizado por la modelo, cantante y actriz guatemalteca Deborah David. El cantante Eduardo Antonio también aparece como actor en el videoclip.

## Recepción de la crítica
En la crítica de Sharon Witmer de Allmusic para el álbum, la canción fue seleccionada como el «mayor sorteo del CD». De acuerdo con Leila Cobo, de la revista Billboard, la canción «con su rap a mitad de sección se convirtió en el modelo—para este día—para un busto de grabaciones con actos mucho más jóvenes». Esta canción ha sido considerada como uno de los últimos éxitos de Cruz antes de su muerte en julio de 2003.
La negra tiene tumbao recibió nominaciones para la Grabación del Año, Canción del Año y Video Musical del Año en los Premios Grammy Latinos de 2002. El álbum ganó el Premio Grammy Latino al Mejor Álbum de Salsa de 2002. También fue nominado para Álbum del Año. La canción fue nominado Canción Tropical del Año en los Premios Lo Nuestro de 2003, finalmente perdiendo ante la propia canción de Cruz titulada «La vida es un carnaval». Recibió una nominación a Mejor «Party Starter» en los Premios Juventud 2004. «La vida es un carnaval» también fue nominado en la misma categoría. En 2016, la canción fue premiada Canción Temática de Televisión del Año, para el programa de televisión Celia, en ASCAP.

## Posicionamiento en listas

### Listas semanales
| Lista (2002)                  | Posición |
| ----------------------------- | -------- |
| US Latin Songs (Billboard)    | 30       |
| US Tropical Songs (Billboard) | 4        |

| Lista (2015)                          | Posición |
| ------------------------------------- | -------- |
| US Tropical Digital Songs (Billboard) | 13       |

### Listas anuales
| Lista (2002)                  | Posición |
| ----------------------------- | -------- |
| US Tropical Songs (Billboard) | 10       |